# Laimgrubenkirche

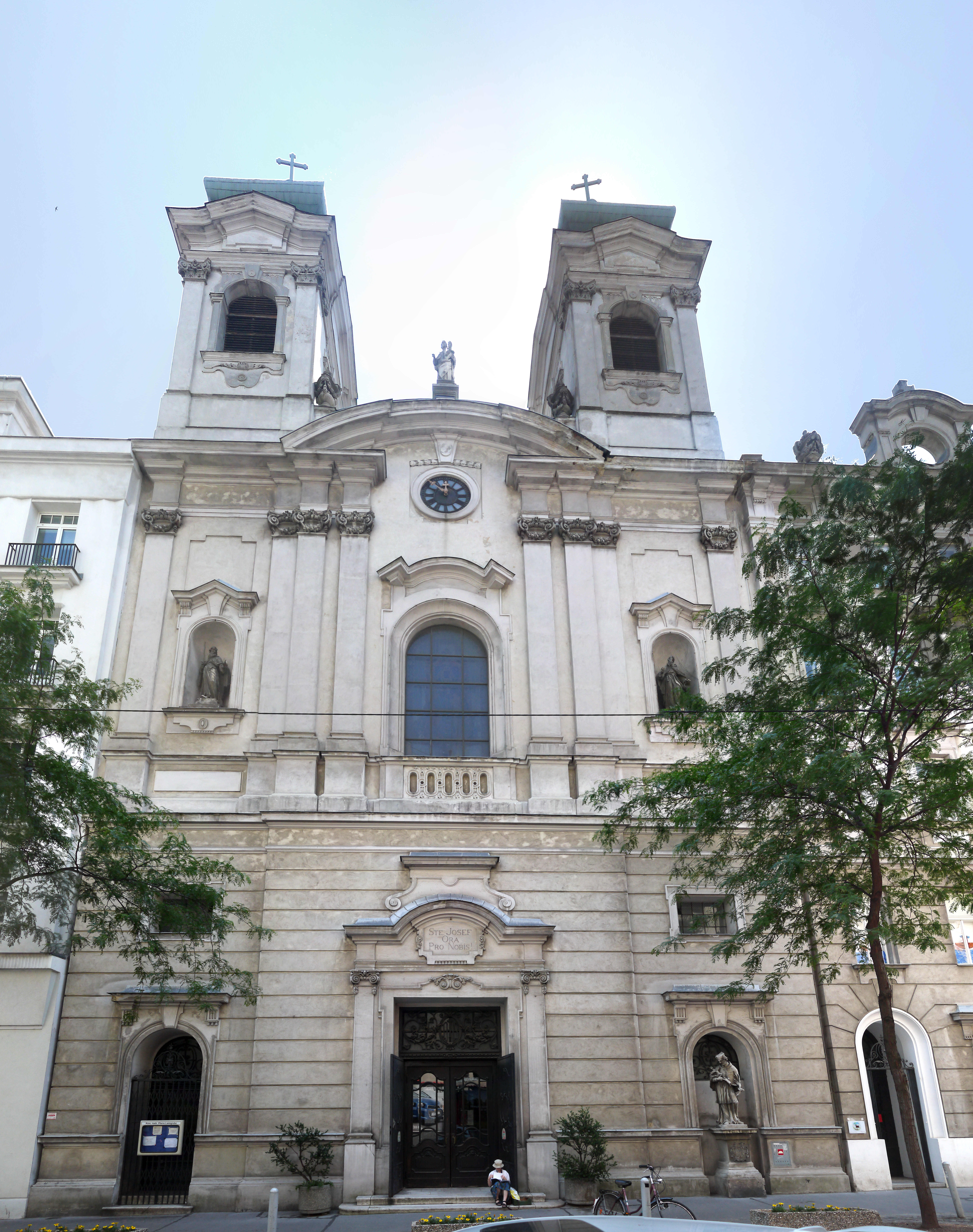
Neue Laimgrubenkirche

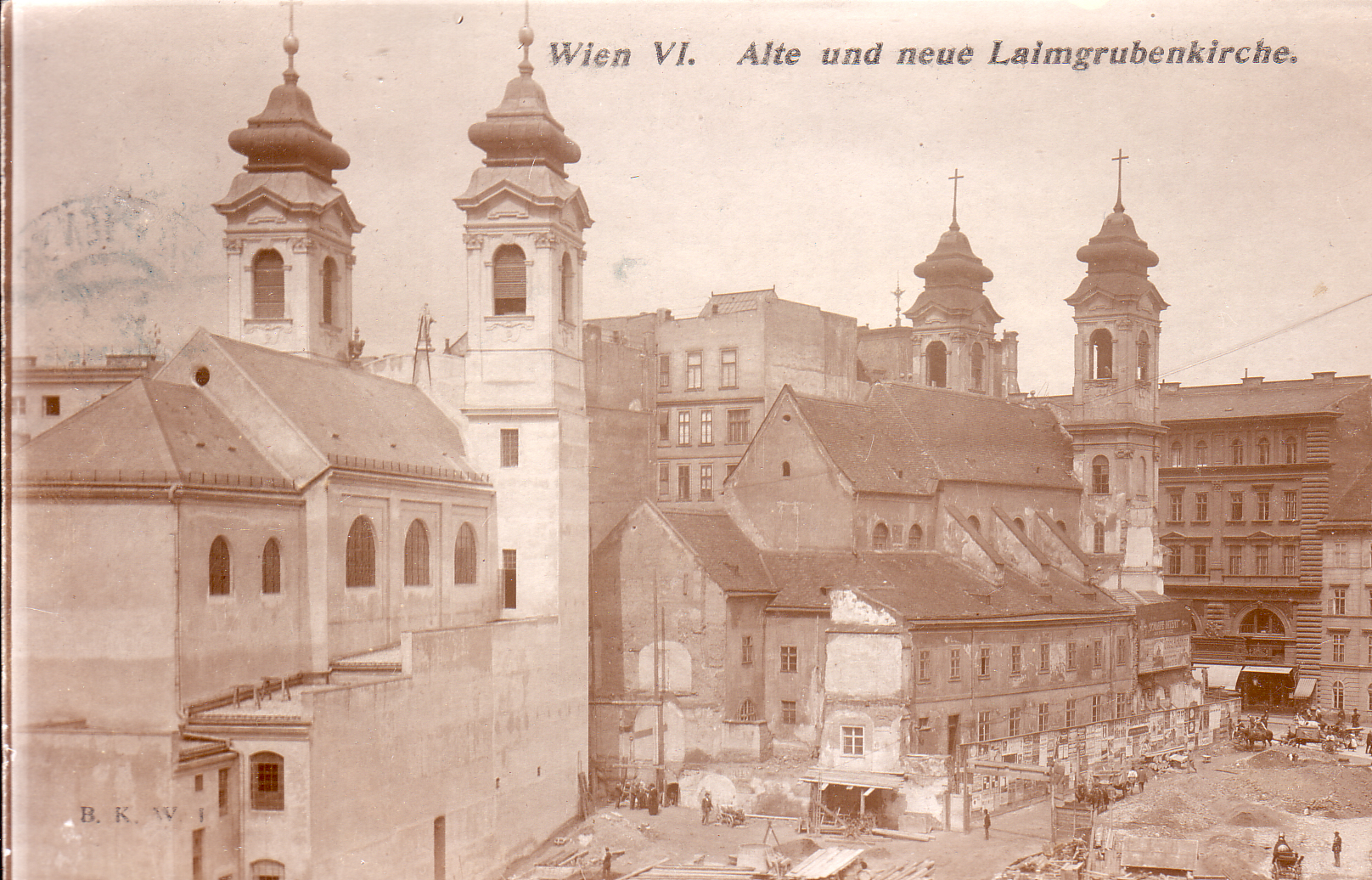
Neue und alte Kirche im Jahr 1907

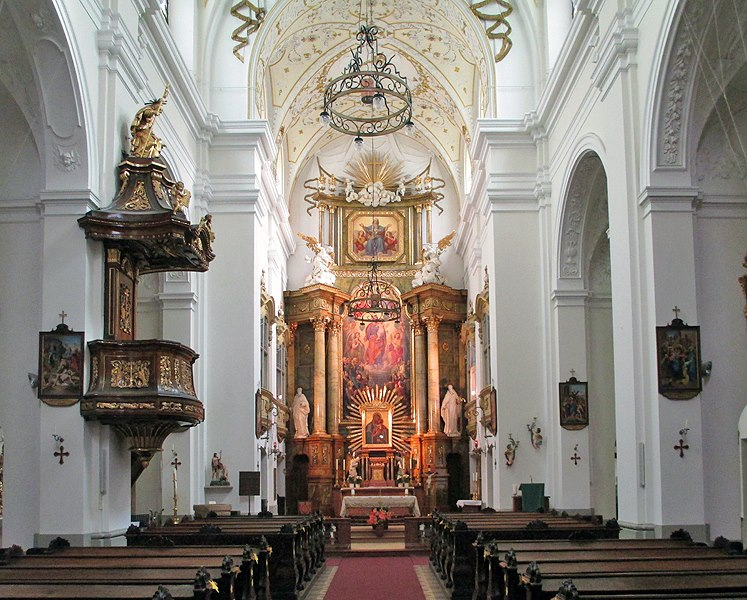
Neue Laimgrubenkirche St. Josef

Die Laimgrubenkirche (eigentlich: Kirche St. Josef ob der Laimgrube, auch: Pfarrkirche Mariahilf-St. Josef) ist eine katholische Kirche im 6. Wiener Gemeindebezirk Mariahilf an der Adresse Windmühlgasse 3. Das gegenwärtige neubarocke Kirchengebäude aus dem Jahre 1906 ist eine Replik des 1907 abgerissenen Barockbaus in der Mariahilfer Straße 27.

## Geschichte
Herzog Albrecht II. gründete 1343 eine Kapelle in der Laimgrube und dazu 1349 ein Versorgungshaus für bedürftige adelige Witwen, das er 1354 in ein Kloster für die Schwestern vom Dritten Orden des hl. Franziskus umwandelte. Kloster und Kirche führten den Namen St. Theobald (auch St. Diepold). Die Schwestern übersiedelten 1451 in ein Haus nächst den Minoriten in der Inneren Stadt.
Im gleichen Jahr 1451 übergab Friedrich III. das Kloster den Franziskanern, die es unter Johannes Capistranus in Besitz nahmen. Nach einigen Erweiterungen konnte das Kloster 200 Ordensbrüder aufnehmen. Kloster und Kirche wurde am 25. September 1529 im Zuge der Ersten Türkenbelagerung völlig zerstört.
1582 wurde der Grund verkauft, an seiner Stelle entstanden Windmühlen im Bereich der heutigen Windmühlgasse, die auch namensgebend für die ehemalige Vorstadt und Gemeinde Windmühle wurden, in der die alte und neue Kirche stand bzw. steht.
Der Ratsherr Ulrich Khertenkhalch und seine Frau Anna Marie errichteten auf diesem Grund eine Kapelle zum hl. Theobald, die sie 1667 den Karmeliten übergaben. Diese errichteten ab 1673 (nach manchen Quellen 1637) ein neues Klostergebäude und die Kirche Zum hl. Josef im Bereich der heutigen Mariahilfer Straße 27. Die Gebäude wurden kurz darauf 1683 im Zuge der Zweiten Türkenbelagerung zerstört.
Die Karmeliten begannen 1687 mit der Errichtung eines neuen Klosters und einer neuen Kirche St. Josef ob der Laimgrube wieder in der heutigen Mariahilfer Straße 27, die dem hl. Josef 1692 geweiht wurde. 1783 wurde sie zur Pfarre erhoben.
Im darauffolgenden Jahr 1784 wurde das Kloster im Zug der Josephinischen Klosterreform aufgehoben und 1804 in eine Erziehungsanstalt für junge Adlige umgewandelt. 1867 wurde das Gebäude gründlich renoviert, 1881–1905 war es ein Polizeigefangenenhaus (das danach in das Polizeigebäude Rossauer Lände verlegt wurde).
Da die Klosterkirche beim Ausbau der Mariahilfer Straße ein Hindernis für den Verkehr darstellte und weil der Baugrund an der Straße Spekulanten großen Gewinn versprach, wurde 1904 ihre Demolierung beschlossen. Zunächst wurde 1905 das Kloster abgebrochen. Dann wurde 1906–1907 eine neubarocke Replik der Laimgrubenkirche in der benachbarten Windmühlgasse errichtet, und die alte Kirche 1907 demoliert. In diesem Jahr standen die beiden Kirchen kurzzeitig hintereinander. Die barocke Ausstattung, vor allem das Hochaltarbild „Hl. Josef“ von Joseph Schönmann (1866) wurde zum größten Teil in die neue Kirche übertragen.